# Atalanta Bergamasca Calcio 1925-1926
Questa pagina raccoglie i dati riguardanti l'Atalanta Bergamasca Calcio nelle competizioni ufficiali della stagione 1925-1926.

## Stagione
Dopo la grande paura dell'anno precedente, il presidente atalantino Enrico Luchsinger decide di allestire una squadra capace di aspirare ai vertici della categoria, affidando la guida tecnica a Cesare Lovati, primo allenatore stipendiato dalla società orobica. Arrivano anche i primi due stranieri Lukács e Hauser, di scuola ungherese, contribuendo a un buon campionato terminato al quarto posto guadagnandosi l'ammissione alla Prima Divisione.

## Organigramma societario
Area direttiva
- Presidente: Enrico Luchsinger
- Presidente Onorario:?
- Vice Presidenti:?
- Segretario: Rino Lupini
- Cassiere: ?
- Consiglieri: ?

Area tecnica
- Allenatore: Cesare Lovati

Area sanitaria
- Medico sociale: ?
- Massaggiatore: ?

## Rosa
| N. |                     | Ruolo | Calciatore         |
| -- | ------------------- | ----- | ------------------ |
|    | Italia (bandiera)   | P     | Giovanni Fumagalli |
|    | Italia (bandiera)   | P     | Orfeo Radaelli     |
|    | Italia (bandiera)   | D     | Pietro Bianchi     |
|    | Italia (bandiera)   | D     | Ettore Boninsegna  |
|    | Italia (bandiera)   | D     | Riccardo Cornolti  |
|    | Italia (bandiera)   | C     | Giuseppe Facoetti  |
|    | Italia (bandiera)   | C     | Francesco Malagni  |
|    | Ungheria (bandiera) | C     | Jenő Hauser        |
|    | Italia (bandiera)   | C     | Giovanni Varasi    |
|    | Italia (bandiera)   | C     | A. Ravasio         |

| N. |                     | Ruolo | Calciatore                |
| -- | ------------------- | ----- | ------------------------- |
|    | Italia (bandiera)   | A     | Vincenzo Carano           |
|    | Italia (bandiera)   | A     | Giacomo Cornolti          |
|    | Italia (bandiera)   | A     | Giorgio Delvai            |
|    | Italia (bandiera)   | A     | Aldo Lanfranconi          |
|    | Italia (bandiera)   | A     | Edoardo Moretti           |
|    | Italia (bandiera)   | A     | Pietro Pasinetti          |
|    | Ungheria (bandiera) | A     | Gedeon Eugen Lukács       |
|    | Italia (bandiera)   | A     | Francesco Giuseppe Morali |
|    | Italia (bandiera)   | A     | Angelo Pietro Maffezzoli  |

## Calciomercato
| Acquisti | Acquisti                  | Acquisti    |
| R.       | Nome                      | da          |
| -------- | ------------------------- | ----------- |
| A        | Francesco Giuseppe Morali | Ardens      |
| A        | Gedeon Eugen Lukács       | ??          |
| C        | Jenő Hauser               | ??          |
| A        | Francesco Merati          | U.S. Veltro |
| P        | Gino Perani               | Nossese     |

| Cessioni | Cessioni           | Cessioni                  |
| R.       | Nome               | a                         |
| -------- | ------------------ | ------------------------- |
| C        | Lorenzo Campana    | lasciato libero           |
| C        | Tito Legrenzi      | Cotonificio Valle Seriana |
| C        | Emilio Scarpellini | Alzano                    |
| A        | Camillo Fenili     | Juventus                  |

## Risultati

### Seconda Divisione

#### Girone d'andata
| Arbitro: | Gaudenzi (Milano) |

|            |           |               |
| Lukács 24’ | Marcatori | 10’ Reguzzoni |

| Arbitro: | Musso (Genova) |

|                          |           |                |
| Ferrari 22’ Bellolio 23’ | Marcatori | 77’ G.Cornolti |

| Arbitro: | Prevosti (Busto Arsizio) |

|  |           |                 |
|  | Marcatori | 65’ Pasqualetto |

| Arbitro: | Mainardi (Cremona) |

|                  |           |               |
| Maggi 75’ (rig.) | Marcatori | 20’ Pasinetti |

| Arbitro: | Pasinato (Padova) |

|                                            |           |               |
| Lukács 16’, 49’ G. Cornolti 25’ Hauser 81’ | Marcatori | 54’ D'Alberto |

| Arbitro: | De Renzis (Trieste) |

|                                                       |           |  |
| Seccatore 10’, 60’ Schachinger 25’, 85’ Liebhardt 70’ | Marcatori |  |

| Arbitro: | Enrietti (Torino) |

|                               |           |  |
| Lorenzini 39’, 45’ Crippa 88’ | Marcatori |  |

| Arbitro: | Ferro (Milano) |

|                                                     |           |           |
| Maffezzoli 34’ Hauser 41’ G.Cornolti 46’ Lukács 89’ | Marcatori | 40’ Cetti |

| Arbitro: | Maina (Torino) |

|              |           |                           |
| Zamproni 25’ | Marcatori | 6’ Hauser 22’, 49’ Lukács |

| Arbitro: | A.Gama (Milano) |

|                                       |           |                                  |
| Hauser 25’, 85’ (rig.) G.Cornolti 35’ | Marcatori | 10’ Bukher 47’ Alvisi 75’ Chiadò |

#### Girone di ritorno
| Busto Arsizio 28 febbraio 1926, ore ? 11ª giornata | Pro Patria        | 0 – 0 | Atalanta | Stadium di via Valle Olona\| Arbitro: \| Bonello (Venezia) \| |
| Arbitro:                                           | Bonello (Venezia) |       |          |                                                               |

| Arbitro: | A.Gama (Milano) |

|                 |           |  |
| Lukács 11’, 71’ | Marcatori |  |

| Arbitro: | Vedda (Vercelli) |

|                 |           |                |
| Pasqualetto 95’ | Marcatori | 11’ G.Cornolti |

| Arbitro: | Brugola (Lissone) |

|             |           |                |
| Balocco 55’ | Marcatori | 42’ Maffezzoli |

| Arbitro: | Brighenti (Trento) |

|                                    |           |  |
| Lukács 7’, 89’ Hauser 9’, 51’, 85’ | Marcatori |  |

| Arbitro: | Aebi (Milano) |

|                |           |  |
| Maffezzoli 31’ | Marcatori |  |

| Arbitro: | U.Milano (Alessandria) |

|                                                                    |           |  |
| R.Cornolti 37’ Hauser 48’ G.Cornolti 56’ Lukács 85’ Maffezzoli 89’ | Marcatori |  |

| Arbitro: | Asei Conte (Novara) |

|            |           |                           |
| Gulyas 10’ | Marcatori | 25’ Hauser 70’ R.Cornolti |

| Arbitro: | Aldovini (Cremona) |

|                                       |           |  |
| Lukács 42’ (rig.), 79’ G.Cornolti 88’ | Marcatori |  |

| Arbitro: | Bonello (Venezia) |

|  |           |                |
|  | Marcatori | 76’ G.Cornolti |

## Statistiche

### Statistiche di squadra
| Competizione          | Punti | In casa | In casa | In casa | In casa | In casa | In casa | In trasferta | In trasferta | In trasferta | In trasferta | In trasferta | In trasferta | Totale | Totale | Totale | Totale | Totale | Totale | DR  |
| Competizione          | Punti | G       | V       | N       | P       | Gf      | Gs      | G            | V            | N            | P            | Gf           | Gs           | G      | V      | N      | P      | Gf     | Gs     | DR  |
| --------------------- | ----- | ------- | ------- | ------- | ------- | ------- | ------- | ------------ | ------------ | ------------ | ------------ | ------------ | ------------ | ------ | ------ | ------ | ------ | ------ | ------ | --- |
| 2ª Divisione Girone A | 26    | 10      | 7       | 2       | 1       | 28      | 7       | 10           | 3            | 4            | 3            | 10           | 15           | 20     | 10     | 6      | 4      | 38     | 22     | +16 |

### Statistiche dei giocatori
| Giocatore      | 2ª Divisione | 2ª Divisione | 2ª Divisione | 2ª Divisione |
| Giocatore      | Presenze     | Reti         | Ammonizioni  | Espulsioni   |
| -------------- | ------------ | ------------ | ------------ | ------------ |
| P. Bianchi     | 20           | 0            | ?            | ?            |
| E. Boninsegna  | 20           | 0            | ?            | ?            |
| V. Carano      | 0            | 0            | 0            | 0            |
| G. Cornolti    | 20           | 8            | ?            | ?            |
| R. Cornolti    | 12           | 3            | ?            | ?            |
| G. Delvai      | 1            | 0            | ?            | ?            |
| G. Facoetti    | 19           | 0            | ?            | ?            |
| G. Fumagalli   | 17           | 0            | ?            | ?            |
| J. Hauser      | 19           | 7            | ?            | ?            |
| A. Lanfranconi | 8            | 0            | ?            | ?            |
| G. Lukács      | 20           | 13           | ?            | ?            |
| A. Maffezzoli  | 13           | 4            | ?            | ?            |
| F. Malagni     | 20           | 0            | ?            | ?            |
| F. Morali      | 0            | 0            | 0            | 0            |
| E. Moretti     | 1            | 0            | ?            | ?            |
| P. Pasinetti   | 1            | 1            | ?            | ?            |
| A. Ravasio     | 1            | 0            | ?            | ?            |
| O. Radaelli    | 3            | -5           | ?            | ?            |
| G. Varasi      | 20           | 0            | ?            | ?            |